# Progressive Labour Party (St. Lucia)
Die Progressive Labour Party war eine politische Partei im karibischen Inselstaat St. Lucia.

## Geschichte
Die Partei entstand als Abspaltung der Saint Lucia Labour Party 1981. Sie trat das erste Mal bei der Parlamentswahl in St. Lucia 1982 an, wo sie mit 27,1 % der Stimmen den zweiten Platz hinter der United Workers’ Party errang, jedoch nur einen einzigen Sitz. Jon Odlum wurde der Abgeordnete für die Partei. In den Wahlen am 6. April 1987 fiel die Zahl der Stimmen auf 9,3 % und die Partei verlor den einzigen Sitz. In den Wahlen am 30. April 1987 kam die Partei auf 6,0 % der Stimmen und blieb ohne Sitz. In weiteren Wahlen trat die Partei nicht mehr an.